# Bitwa pod Samhorodkiem

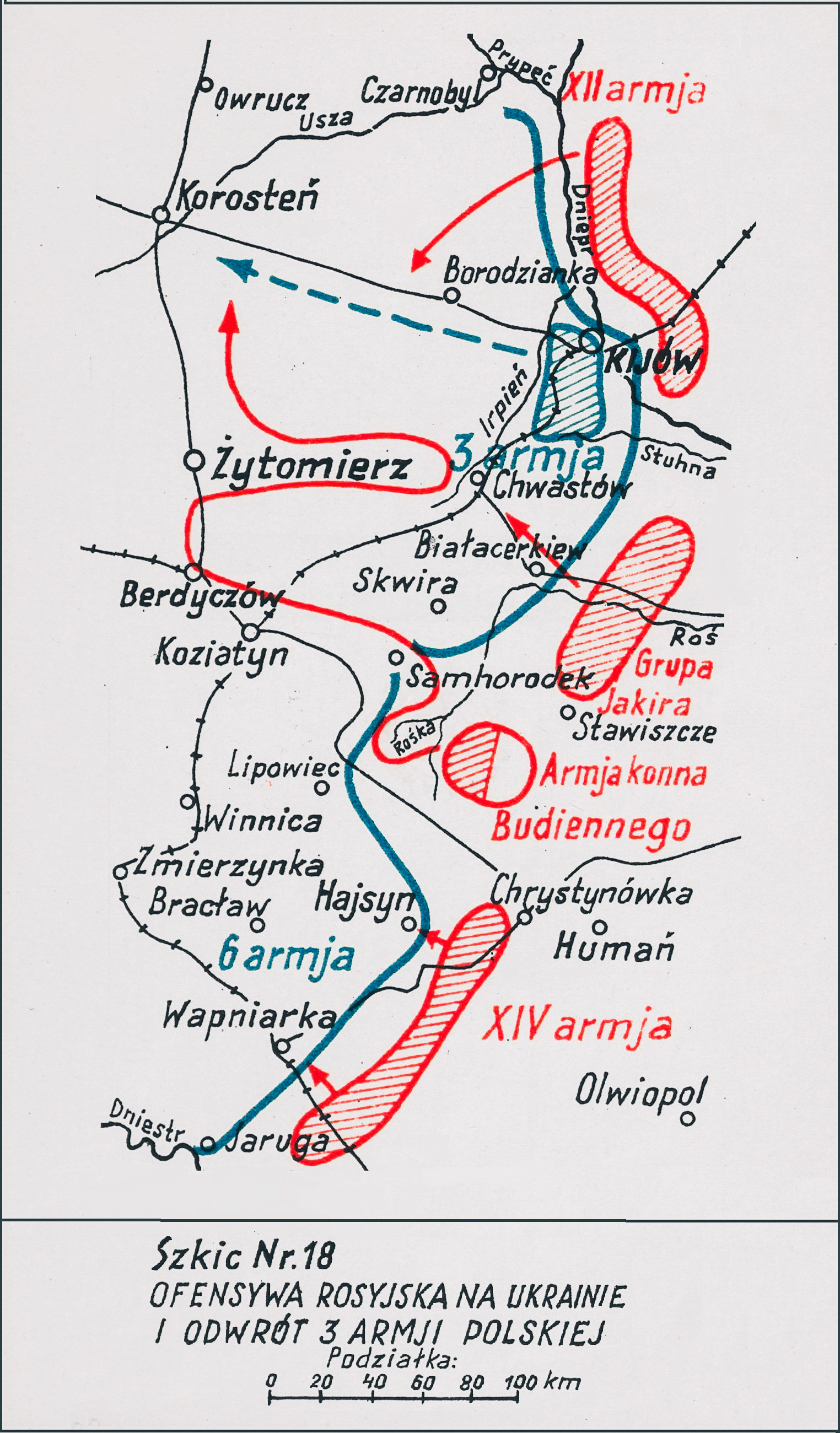
Adam Przybylski,
Wojna polska 1918–1921

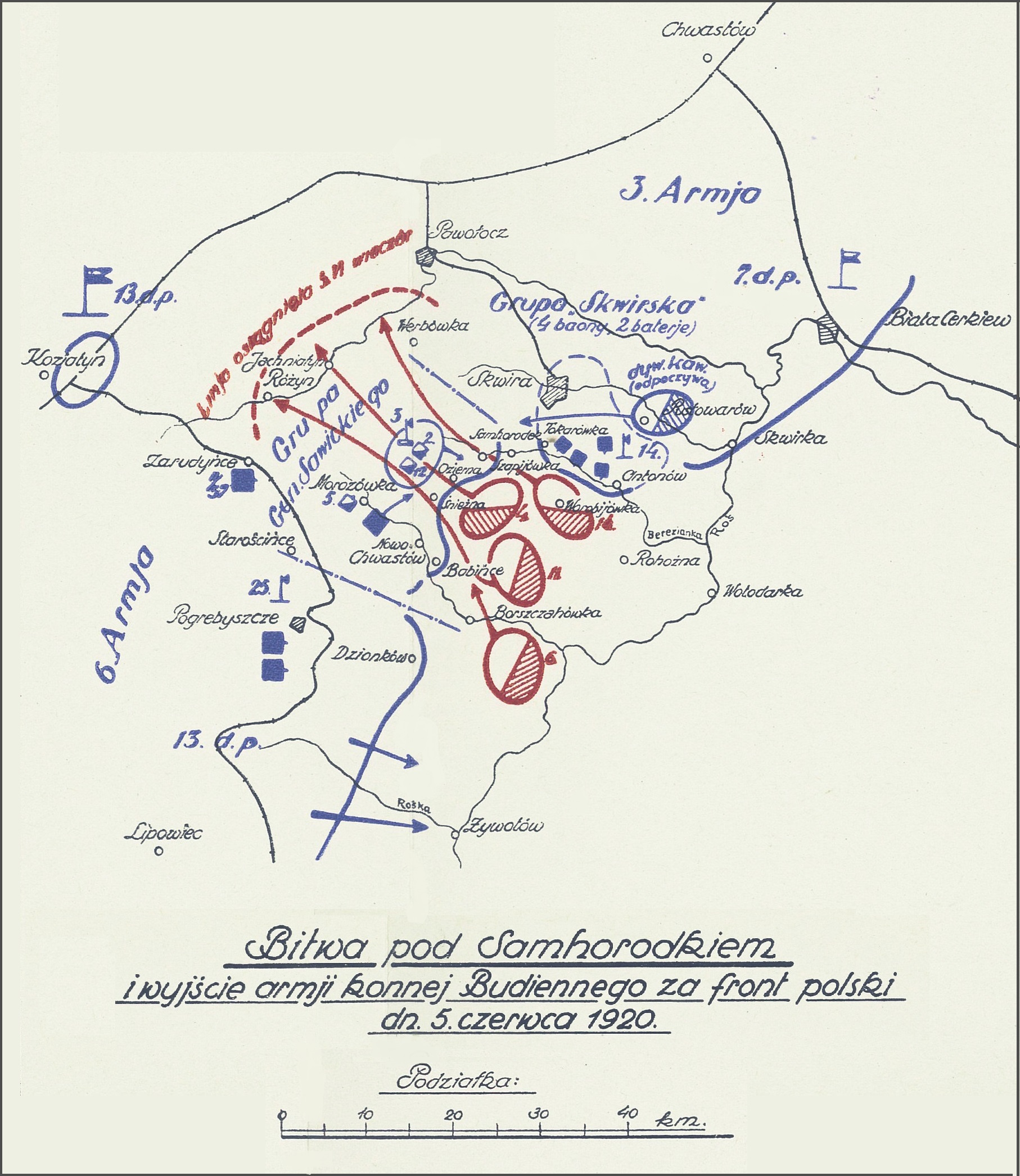
Gen. Tadeusz Kutrzeba
Wyprawa kijowska 1920 roku

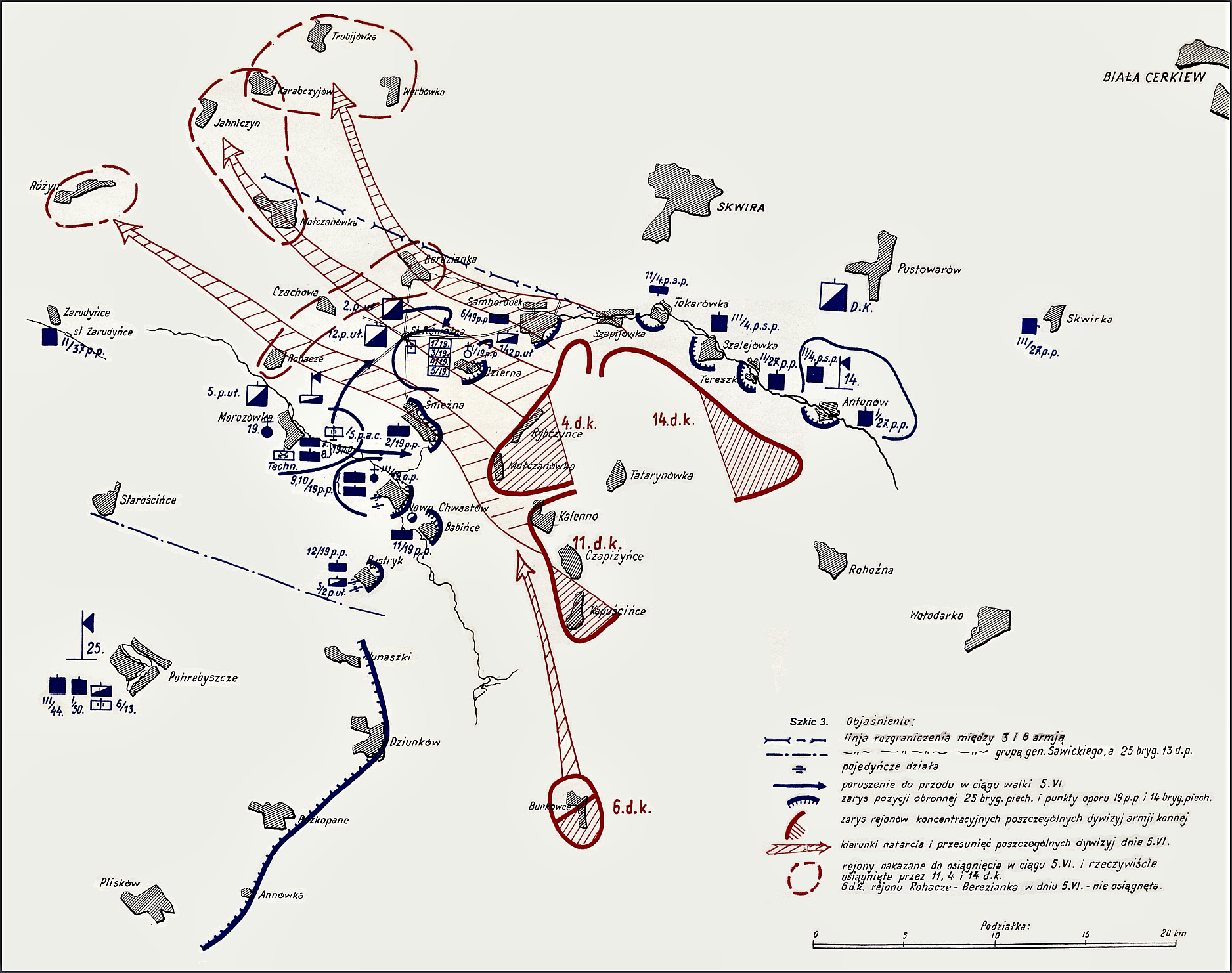
August Karcher
Samhorodek – Ozierna 5.VI.1920 r.

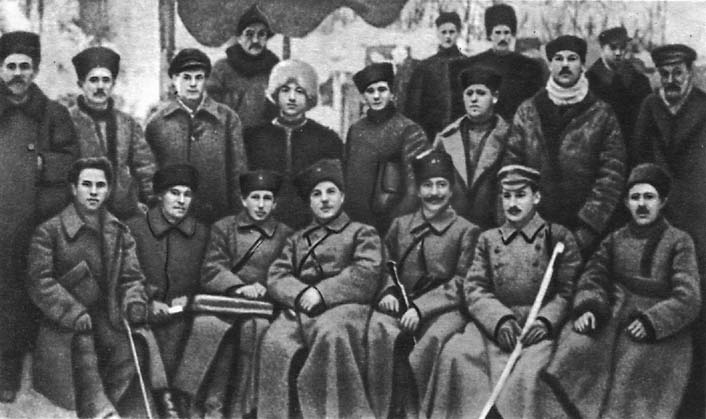
Dowódcy kawalerii Armii Czerwonej; S.M. Budionny siedzi 3. z prawej; 1920

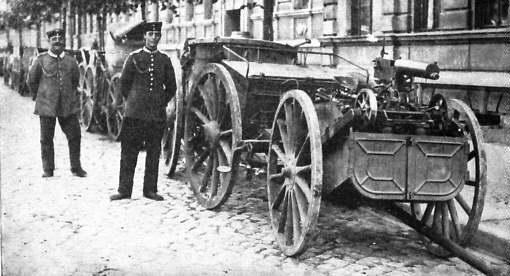
Rosyjska taczanka z karabinem maszynowym

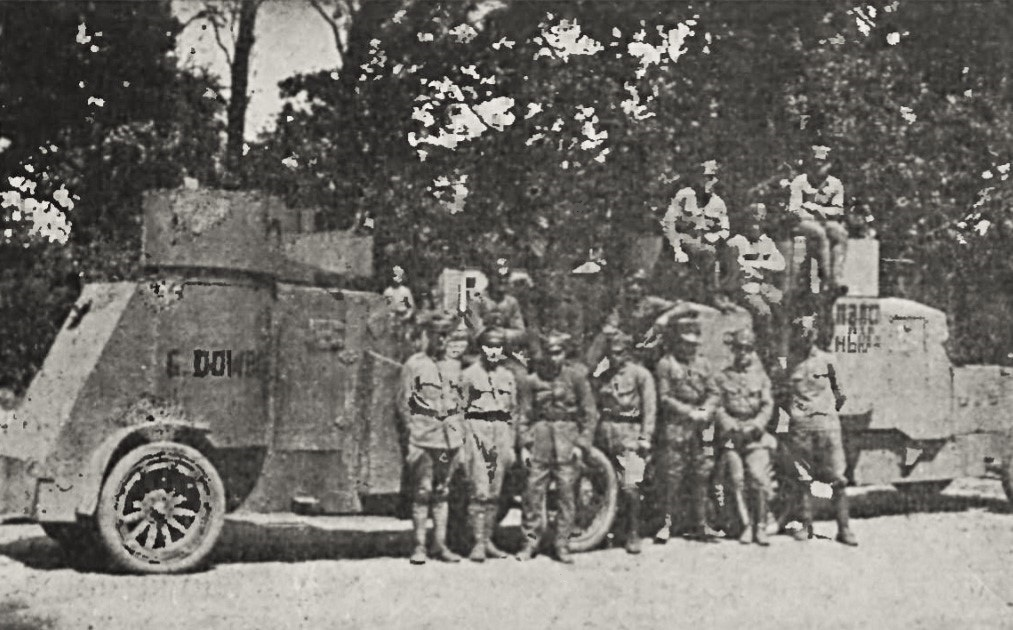
Sowieckie samochody pancerne używane w wojnie 1920 roku

Bitwa pod Samhorodkiem – walki oddziałów grupy generała Jana Sawickiego z trzema dywizjami sowieckiej 1 Armii Konnej Siemiona Budionnego toczone w okresie ofensywy Frontu Południowo-Zachodniego w czasie wojny polsko-bolszewickiej.

## Sytuacja ogólna
25 kwietnia rozpoczęła się polska ofensywa na Ukrainie. Przeprowadzona w dwóch fazach operacja zaczepna polskich armii zakończyła się spektakularnym sukcesem. 7 maja, w zasadzie bez walki, Kijów został zdobyty, a bezpośrednio po zajęciu miasta dowództwo 3 Armii utworzyło na wschodnim brzegu Dniepru obszerne przedmoście. Zajęcie Kijowa i utworzenie przedmościa zakończyło polską ofensywę na Ukrainie.
Po zakończeniu ofensywy większość uczestniczących w niej jednostek polskich zorganizowała obronę punktową, obsadzając ważniejsze węzły komunikacyjne i wybrane miejscowości. Front ustabilizował się na linii od Prypeci, wzdłuż Dniepru, przez Białą Cerkiew, Skwirę, Lipowiec, Bracław, Wapniarkę do Jarugi nad Dniestrem.
26 maja 1 Armia Konna Siemiona Budionnego uderzyła na polskie pozycje, ale próba przełamania obrony polskiej 13 Dywizji Piechoty nie powiodła się. Po porażkach pod Napadówką, Annówką i Dziuńkowem dowódca 1 Armii Konnej Siemion Budionny dokonał przegrupowania sił i skoncentrował swoje oddziały naprzeciw styku polskich 3 Armii gen. Edwarda Śmigłego-Rydza i 6 Armii gen. Wacława Iwaszkiewicza.
Nowo mianowany dowódca Frontu Ukraińskiego gen. Antoni Listowski zamierzał uprzedzić uderzenie 1 Armii Konnej. Utworzona na prawym skrzydle 3 Armii Grupa „Skwirska” gen. Eugeniusza Pogorzelskiego miała nacierać znad Skwyrki w kierunku południowo-zachodnim, na prawe skrzydło 1 Armii Konnej. Do natarcia na jej lewe skrzydło przygotowywała się 13 Dywizja Piechoty ze składu 6 Armii. Początek działań przewidziano na 6 czerwca.
Wieczorem 4 czerwca oddziały polskie ugrupowane były w sposób następujący: 45 pułk piechoty stanowiący lewe skrzydło 18 Dywizji Piechoty zajmował pozycje do Oczytkowa, dalej do Bystrzyka rozwinęła się XXV Brygada Piechoty, od Bystrzyka do Samhorodka włącznie broniła się grupa gen. Sawickiego, od Samhorodka po Szamrajówkę rozwinął się 27 pułk piechoty z 7 Dywizji Piechoty. W rejonie Szamrajówka – Ruda stacjonowała Dywizja Jazdy gen. Aleksandra Karnickiego.

## Walki pod Samhorodkiem
Zadanie obrony rejonu Samhorodka, o szerokości około dwudziestu kilometrów. otrzymała zaimprowizowana grupa gen. Jana Sawickiego. Początkowo w jej skład wchodziło zaledwie kilka kompanii piechoty i 3 Brygada Jazdy płk. Adolfa Waraksiewicza. W związku z zagrożeniem kierunku, dowódca Frontu Ukraińskiego gen. por. Antoni Listowski postanowił wzmocnić ją dwoma batalionami 13 Dywizji Piechoty oraz Dywizją Jazdy gen. Aleksandra Karnickiego. Ta ostatnia miała wypełnić lukę między grupą gen. Sawickiego i „Grupą Skwirską”.
3 i 4 czerwca I batalion 19 pułku piechoty kpt. Eugeniusza Żongołłowicza, wzmocniony pododdziałami II batalionu, obsadził 6 kompanią Samhorodek, 2 kompanią Sniżną, a 5 kompanią Oziernę. Dowódcy 5 kompanii podporządkowano też po dwa plutony 1., 3. i 4 kompanii. Pozostałe plutony 1., 3. i 4 kompanii osłaniały stanowiska artylerii. Ogniowe wsparcie batalionu zapewnić miała 2 bateria 13 dywizjonu artylerii konnej. Na południe od I batalionu zajął stanowiska obronne III batalion 19 pułku piechoty kpt. Franciszka Rodziewicza. Dowódcy III batalionu podporządkowany został 3 szwadron 2 pułku ułanów i 1 bateria 13 dak. Sztab pułku z odwodowymi 7 i 8 kompanią, kompanią techniczną oraz baterią 5 pułku artylerii polowej stacjonował w Morozówce.
4 czerwca Grupa „Skwirska” i Dywizja Jazdy rozpoczęły marsz ku Bereziance. Po walkach z oddziałami sowieckiej 14 Dywizji Kawalerii, wieczorem obsadzono północny brzeg Berezianki i przygotowywano się do natarcia. Grupa uderzeniowa nie nawiązała kontaktu taktycznego z broniącą Samhorodka 6 kompanią 19 pułku piechoty.
Rano 5 czerwca trzy dywizje sowieckiej 1 Armii Konnej uprzedziły uderzenie polskie i przeszły do działań zaczepnych na odcinku grupy gen. Jana Sawickiego. Samhorodek zaatakowały dwie brygady jazdy 14 Dywizji Kawalerii. Broniąca wioski 6 kompania z dwoma ckm-ami oraz 1 szwadron 12 pułku ułanów odrzuciły pierwszy atak. Kolejne ataki kawalerii, wzmocnionej samochodami pancernymi, rozstrzygnęły starcie na korzyść Sowietów. Większość 6 kompanii została wybita i około 13.00 Samhorodek znalazł się w rękach sowieckich. Jedynie około czterdziestu żołnierzy, z dowódcą kompanii na czele, przedarło się przez pierścień okrążenia, ale podczas dalszego odwrotu pod Berezianką dostali się oni do niewoli.
W tym samym czasie broniąca Ozierny 5 kompania została zaatakowana przez oddziały sowieckiej 4 Dywizji Kawalerii. Piechota wspierana przez artylerzystów konnych odpierała kolejne ataki. Dowódca 19 pułku piechoty kpt. Eugeniusz Żongołłowicz zwrócił się o pomoc do dowódcy 3 Brygady Jazdy płk. Waraksiewicza. Kontratak wykonany około południa przez trzy szwadrony 2 pułku ułanów, wspierane ogniem 2 baterii 3 dak, nie dał jednak pożądanego rezultatu. Mimo że Oziernę ostrzeliwały cztery sowieckie baterie, a łączność ze sztabem była przerwana, piechota kontynuowała obronę miejscowości. Stojąca pod Morozówką bateria 5 pułku artylerii polowej dawała jedynie słabe wsparcie ogniowe. Około 16.00 oddziały spieszonej sowieckiej kawalerii, przy wsparciu trzech samochodów pancernych, przełamały polską obronę i wdarły się do Oziernej. W walce wręcz polegli dowódca 1 kompanii por. Ludwik Freyberger i dowódca 5 kompanii por. Fortunat Myślicki. Obsługi 2 baterii 3 dak, po wystrzeleniu  wszystkich pocisków, w walce „na bagnety” przebiły się przez pierścień okrążenia, ponosząc duże straty. Artylerzyści stracili szesnastu poległych i dziewięciu rannych oraz jedno działo z jaszczem.
Rejonu między Ozierną a Sniżną bronili ułani 2. i 12 pułku ułanów z 3 Brygady Jazdy. Dwa szwadrony 12 pułku ułanów po utracie Samhorodka i Oziernej natychmiast wycofały się ze swoich stanowisk i dołączyły do sił głównych brygady. Nadal broniła się Sniżna. 2 kompania 19 pułku piechoty ppor. Guttakowskiego była atakowana przez cztery sowieckie szwadrony kawalerii, wzmocnione dwoma samochodami pancernymi. Wysłana jej na pomoc odwodowa 7 kompania napotkała po drodze na oddziały Budionnego i zajęła wzgórze przy drodze między Morozówką a Sniżną, aby osłaniać miejsce postoju stanowisk dowodzenia Grupy gen. Sawickiego i 19 pułku piechoty.
Aby wspomóc piechotę, dowódca 12 p.uł. rtm. Włodzimierz Kownacki zdecydował się uderzyć całością sił pułku. Kawaleria Budionnego nie przyjęła walki wręcz, jej ławy rozproszyły się, a szarżujący polski pułk został ostrzelany gęstym ogniem broni maszynowej z taczanek i samochodów pancernych. Ten sposób rozegrania walki bardzo zaskoczył polskich ułanów i ponieśli oni duże straty. Poległ jeden z dowódców szwadronów i dwudziestu ułanów, a dowódca pułku i około stu ułanów odnieśli rany. Resztki pułku, ścigane na przestrzeni kilku kilometrów przez samochody pancerne, zebrały się w Zarudyńcach i w Koziatynie.
Rozbicie 12 pułku ułanów spowodowało odwrót całej 3 Brygady Jazdy do Zarudyniec. W walce nie wziął udziału 5 pułk ułanów, który przez cały dzień stał w Morozówce przy gen. Sawickim. Ostatni odwód dowódcy Grupy dotarł do Sniżnej już po wycofaniu się 3 Brygady Jazdy. 2 i odwodowa 8 kompania, wsparte dodatkowo przez 10 kompanię przybyłą z Nowochwastowa, broniły się do zmroku. Nocą, na rozkaz kpt. Rodziewicza, wycofały się do Nowochwastowa. Walczącym w odosobnieniu oddziałom generała Sawickiego nie przybyły na pomoc ani Grupa „Skwirska” ani Dywizja Jazdy gen. Aleksandra Karnickiego.

## Bilans walk
Dotkliwa porażka grupy gen. Jana Sawickiego pod Samhorodkiem i w rejonie Ozierny spowodowała powstanie w polskim froncie luki szerokości około dziesięciu kilometrów. Weszły w nią dywizje sowieckiej 1 Armii Konnej. W ciągu kilku godzin 11 Dywizja Kawalerii opanowała rejon Różyna, 4 DK Jahniatyna, a 14 DK Karabczyjowa.
Przerwanie frontu pod Samhorodkiem i Ozierną były punktem zwrotnym w działaniach na Ukrainie. Oddziały polskie rozpoczęły wymuszony odwrót na zachód, a inicjatywę na niemal trzy miesiące przejęła Armia Czerwona. W bitwie Polacy stracili około 460 poległych i rannych, dwadzieścia ckm-ów i jedno działo. Do niewoli dostało się około dwustu jeńców.